# Piper PA-44 Seminole
El Piper Pa-44 Seminole es un avión ligero bimotor fabricado por la compañía estadounidense Piper Aircraft. El PA-44 es un desarrollo del monomotor Piper Cherokee y su uso principal es el de entrenamiento en vuelo multimotor.
El Seminole se fabricó entre 1979-82, en 1989-90, desde 1995 y continua.

## Desarrollo

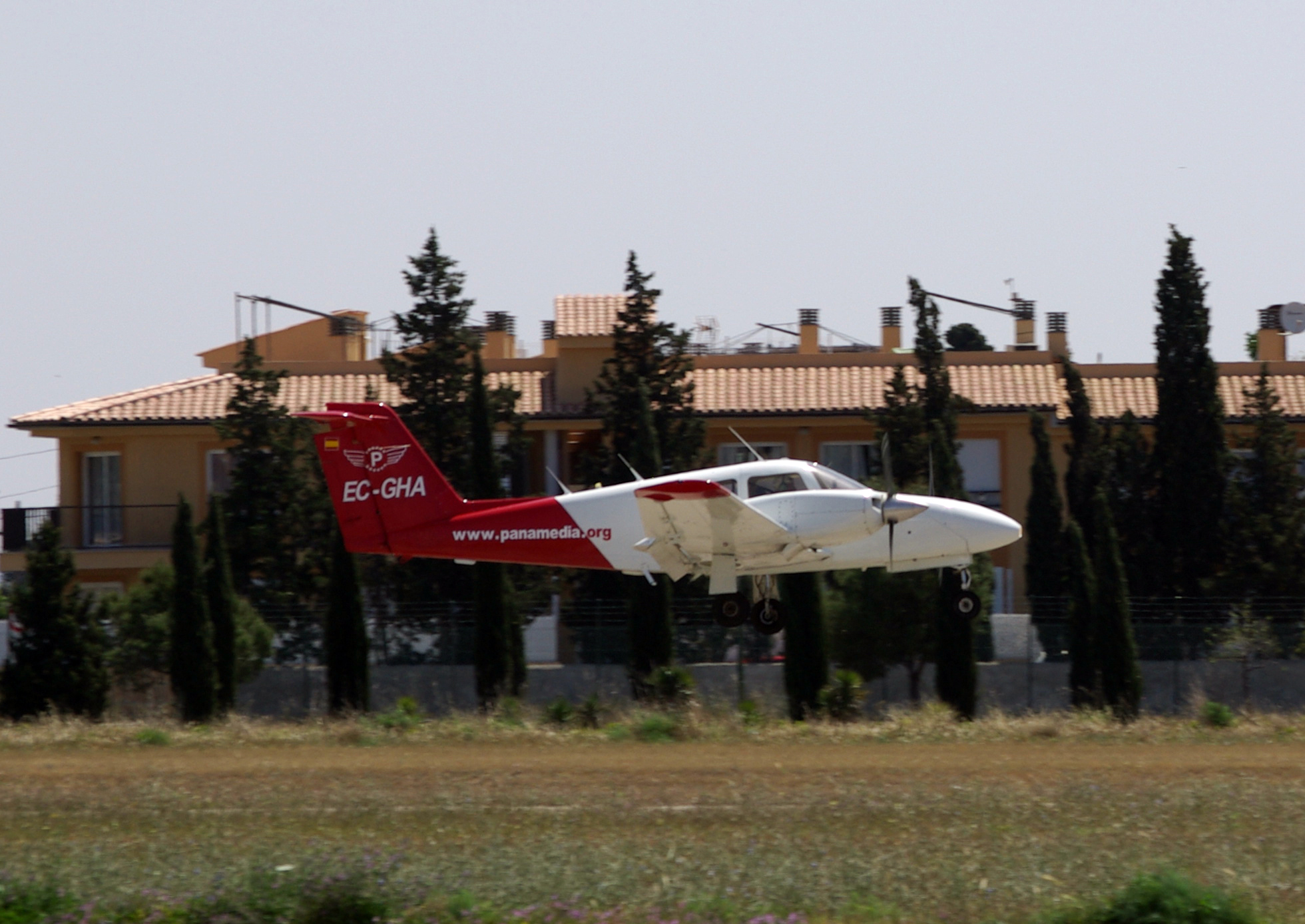
PA-44 Seminole aterrizando.

Los primeros Seminole estaban equipados con dos motores Lycoming O-360-E1A6D de 135 kW (180 HP). El motor derecho es una versión modificada del Lycoming LO-360-E1A6D que gira en sentido contrario al motor izquierdo. Esta característica elimina el problema del motor crítico facilitando el control del avión en caso de fallo de uno de los motores. Versiones posteriores del Seminole llevaban motores Lycoming O-360-A1H6.
El Seminole recibió la certificación el 10 de marzo de 1978 e introducido como modelo de 1979 a finales de 1978.
El PA-44-180T Turbo Seminole recibió la certificación de vuelo el 29 de noviembre de 1979 siendo construido entre 1981- y 1982. Montaba dos turbocompresores Lycoming TO-360-E1A6D con una mejora significativa en rendimiento a alta altitud. El Turbo Seminole incrementa su peso al despegue a 1.780kg mientras que el peso al aterrizaje se mantiene en 1.723 kg.

## Variantes
PA-44-180 Seminole
Versión normal motorizada con dos motores Lycoming O-360-E1A6D u O-360-A1H6.
PA-44-180T Turbo Seminole
Versión motorizada con motores turbo Lycoming TO-360-E1A6D.

## Especificaciones

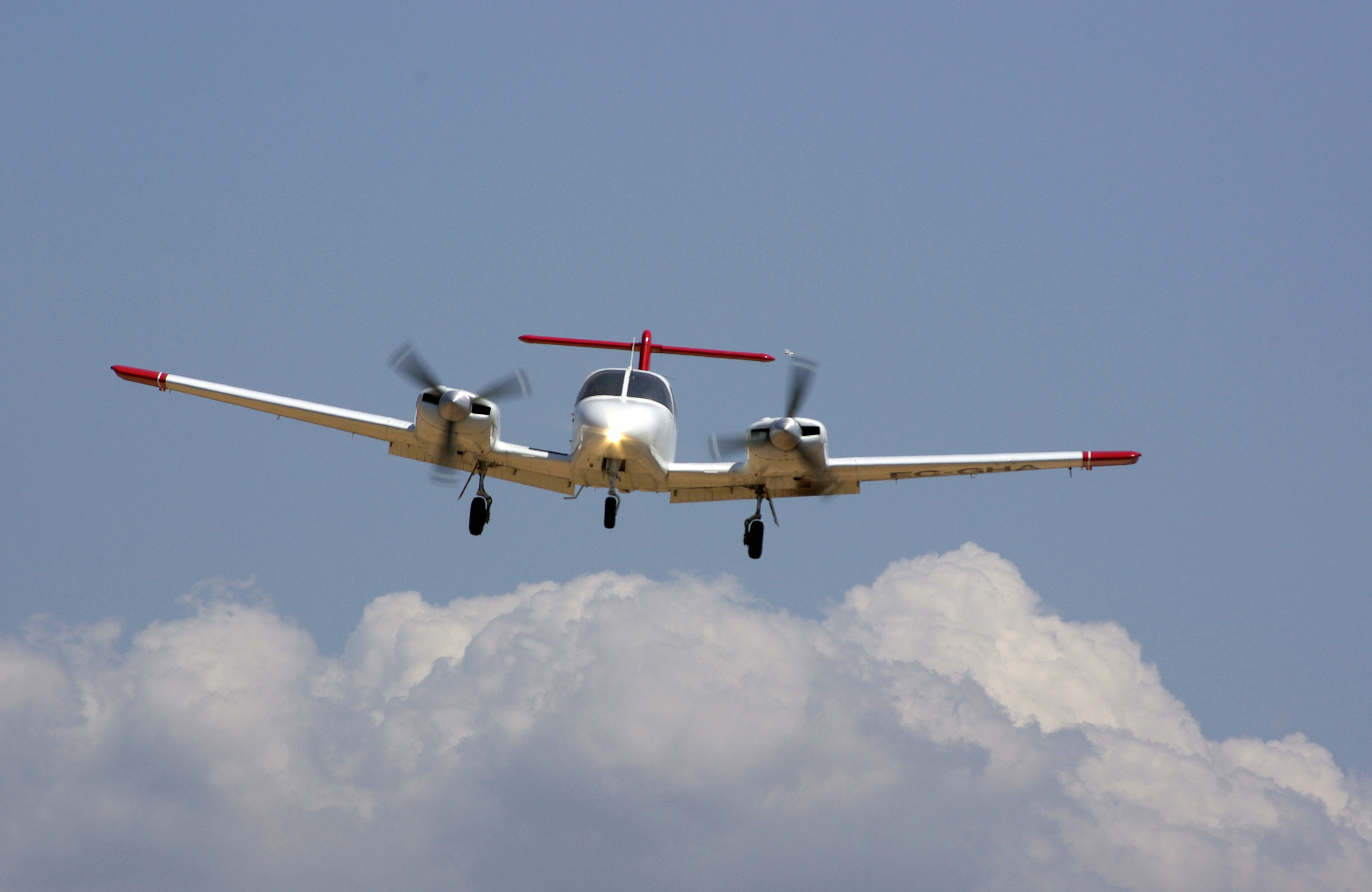
Seminole aterrizando en el aeródromo de Son Bonet.

### Características generales
- Tripulación: 1
- Capacidad: 3 pasajeros
- Longitud: 8,41 m
- Envergadura: 11,77 m
- Altura: 2,59 m
- Superficie alar: 17,1 m²
- Peso vacío: 1.070 kg
- Peso máximo al despegue: 1.723 kg
- Planta motriz: 2× 4 cilindros opuestos horizontalmente Lycoming O-360-A1H6.
  - Potencia: 135 kW (180 HP) cada uno.
- Hélices: 2× Hartzell HC-C2Y(K,R) de dos palas y velocidad constante por motor.

### Rendimiento
- Velocidad máxima operativa (Vno): 311 km/h (193 MPH; 168 kt)
- Velocidad crucero (Vc): 280 km/h
- Alcance: 1.630 km
- Techo de vuelo: 5213 m (17 103 ft)
- Régimen de ascenso: 366 m/min
- Carga alar: 100,8 kg/m²

### Desarrollos relacionados
- Piper Cherokee

### Aeronaves similares
- Beechcraft Duchess

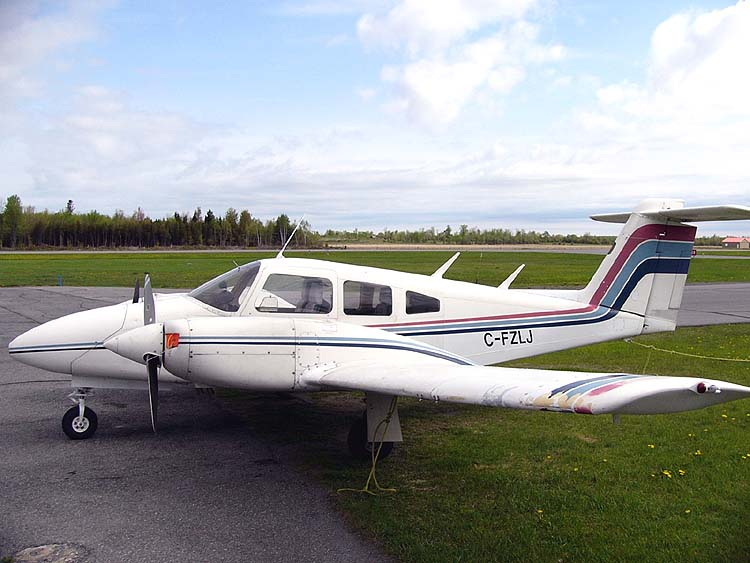

- Gulfstream American GA-7 Cougar